# Kostel svatého Bartoloměje (Studénka)
Kostel svatého Bartoloměje ve Studénce je novogotický kostel postavený v letech 1874-1880. Nalézá se na severovýchodním okraji města Studénka. Vlastní a využívá jej Římskokatolická církev jakožto farní kostel místní farnosti. Dne 19. června 2007 byl prohlášen za kulturní památku č. 102486.

## Historie
Kostel stál ve Studénce zřejmě již od kolonizace. Stavba původního dřevěného chrámu je v literatuře datována do počátku 16. století, resp. do roku 1507, což se vyvozuje z data na nejstarším zvonu. První nepřímá písemná zmínka je z roku 1525, kdy se ve smlouvě o Studénku mezi bratry Supy z Fulštejna zapsané do zemských desk zmiňuje podací, tj. právo vrchnosti dosazovat kněze – z nějž lze dovozovat existenci kostela a vlastně i farnosti, přímo doložené k roku 1561. Tento dřevěný kostel byl „vylepšen“ roku 1613. Vizitační protokoly bíloveckého děkana z let 1670 a 1690 jej popisují jako dřevěný oplocený kostel s jedním nevysvěceným oltářem; nacházela se v něm kamenná křtitelnice a čtyři zvony, bohoslužebné vybavení představoval stříbrný pozlacený kalich, stříbrné pozlacené ciborium a šest kasulí. Kázalo se ve slovenském jazyce, posvícení se konalo v neděli po svatém Michalu a na poutě se chodilo do Butovic ke svaté Anně.
Před polovinou 19. století již malý kostel (9 sáhů / asi 17 metrů dlouhý a 4 sáhy / asi 7, 5 metru široký), nedostačoval počtu věřících a prozatímní řešení bylo roku 1845 nalezeno v odstranění příčky mezi lodí a předsíní. Přitom byla věž o dva sáhy (asi 3,75 metru) snížena a zvony zavěšeny do nižšího patra. V roce 1846 byly instalovány nové varhany, ale k roku 1859 Gregor Wolný označuje studénský kostel za zchátralý; tehdy je zmiňován dřevěný malovaný strop a kamenná dlažba, hlavní oltář patrona kostela a postranní oltáře Panny Marie Pomocné a sv. Jana Nepomuckého.
27. května 1874 byl položen základní kámen nového kostela v bezprostřední blízkosti kostela dosavadního. Po jistých prodlevách způsobených konstrukčními problémy byla stavba dokončena roku 1880 a 24. října toho roku novostavbu vysvětil opavský arcikněz Josef Schum. 15. listopadu 1880 pak byl stržen starý dřevěný kostel, který fungoval ještě po celou dobu stavby; jeho podoba v době před zbořením se zachovala na nákresech. Starý kostel stával příčně v prostoru před portálem nynějšího kostela.
Kostel ve Studénce byl značně poničen při přechodu fronty na konci druhé světové války (ve dnech 30. dubna až 2. května 1945). Tehdy byla především rozstřílena věž a rozbita okna. Poslední komplexní oprava kostela proběhla v letech 1996–1998. 29. listopadu 1997 kostel znovu posvětil ostravsko-opavský biskup František Lobkowicz a 30. června 1999 se za účasti vrcholných církevních hodnostářů i zástupců státu a samosprávy konala slavnostní mše k 100. výročí narození studénského rodáka kardinála Františka Tomáška, celebrovaná Miloslavem Vlkem.

## Popis
Kostel svatého Bartoloměje se nachází na horním konci původní zástavby obce Studénka, na okraji poměrně výrazné terasy na levém břehu Studéneckého potoka. Na protější straně potoka se nachází areál Starého a Nového zámku. Stávající kostel (na rozdíl od svého dřevěného předchůdce) není orientován, jeho osa má přibližně severní směr.
Kostel má novogotickou strukturu. Je trojlodní s odsazeným kněžištěm, vnitřní prostor prosvětlují okna zaklenutá lomeným obloukem, a to čtyři po stranách a jedno v čelní stěně každé boční lodi a další čtyři v kněžišti. Žebrová klenba je zevnitř podpírána třemi dvojicemi sloupů. Do kostela se vstupuje skrze šestibokou centrální věž, jejíž přízemí tvoří předsíň; má vpředu vysoké gotické okno, kruhové okénko a v nejvyšší části šestici gotických oken s jednoduchou suprafenestrou. Pod štíhlou jehlanovitou střechou věže se nachází bohatě tvarovaná římsa. Po stranách věže jsou dva boční vchody vedoucí přímo pod kruchtu. Fasáda kostela je hladká, strukturovaná především pilíři a v případě věže též podpěráky a římsami. Ve věži se nacházejí hodiny z roku 1893 a zvon od opavského zvonaře Franze Stanckeho z roku 1757 (historický zvon z roku 1507 byl zrekvírován za druhé světové války, druhý z roku 1519 a přelitý roku 1831 již za první světové války).
Polygonální presbytář je vevnitř vyvýšen o tři schody. Jeho okna zdobí dvě novodobé vitráže: postava českého patrona svatého Vojtěcha s erbem kardinála Františka Tomáška a letopočtem 1977 (tehdy byl Tomášek jmenován kardinálem a pražským arcibiskupem) a postava slezské patronky svaté Hedviky s erbem papeže Jana Pavla II. a letopočtem 1978 (počátek jeho papežství). Na evangelní straně od oltáře se nachází sakristie, na epištolní oratoř pro vrchnost (v době budování kostela Gebharda III. Blüchera z Wahlstattu). Naproti oltáři je kruchta s varhanami.
Hlavní mobiliář kostela je novogotický z doby stavby chrámu (80. léta 19. století); roku 2004 byl prohlášen kulturní památkou. Jedná se o vyřezávaný hlavní oltář svatého Bartoloměje s barokním obrazem světcovým z roku 1663 a sochami sv. Kateřiny Alexandrijské a sv. Barbory a soškou svatého Josefa, boční oltáře Božského Srdce Páně a Panny Marie a kazatelnu. V kostele jsou také barokní obrazy postavy a umučení svatého Bartoloměje a Panny Marie Pasovské, jakož i obrazy sv. Dominika, sv. Jana Nepomuckého a P. Marie Škapulířové z 19. století, a dále série soch z konce 19. a z 20. století (sv. Anežka Římská, sv. Alois Gonzaga, sv. Terezie z Lisieux, sv. Antonín z Padovy, sv. Jan Nepomucký).
Hřbitov se původně rozkládal okolo bývalého kostela; zlikvidován byl za 2. světové války. Moderní hřbitov se nachází za kostelem. Při vchodu do kostelního areálu se nachází plastikami zdobený kříž a výklenková kaplička P. Marie Lurdské. Na svahu před kostelem stojí fara, barokní budova z roku 1744 s mansardovou střechou a mohutnými opěráky.

## Galerie

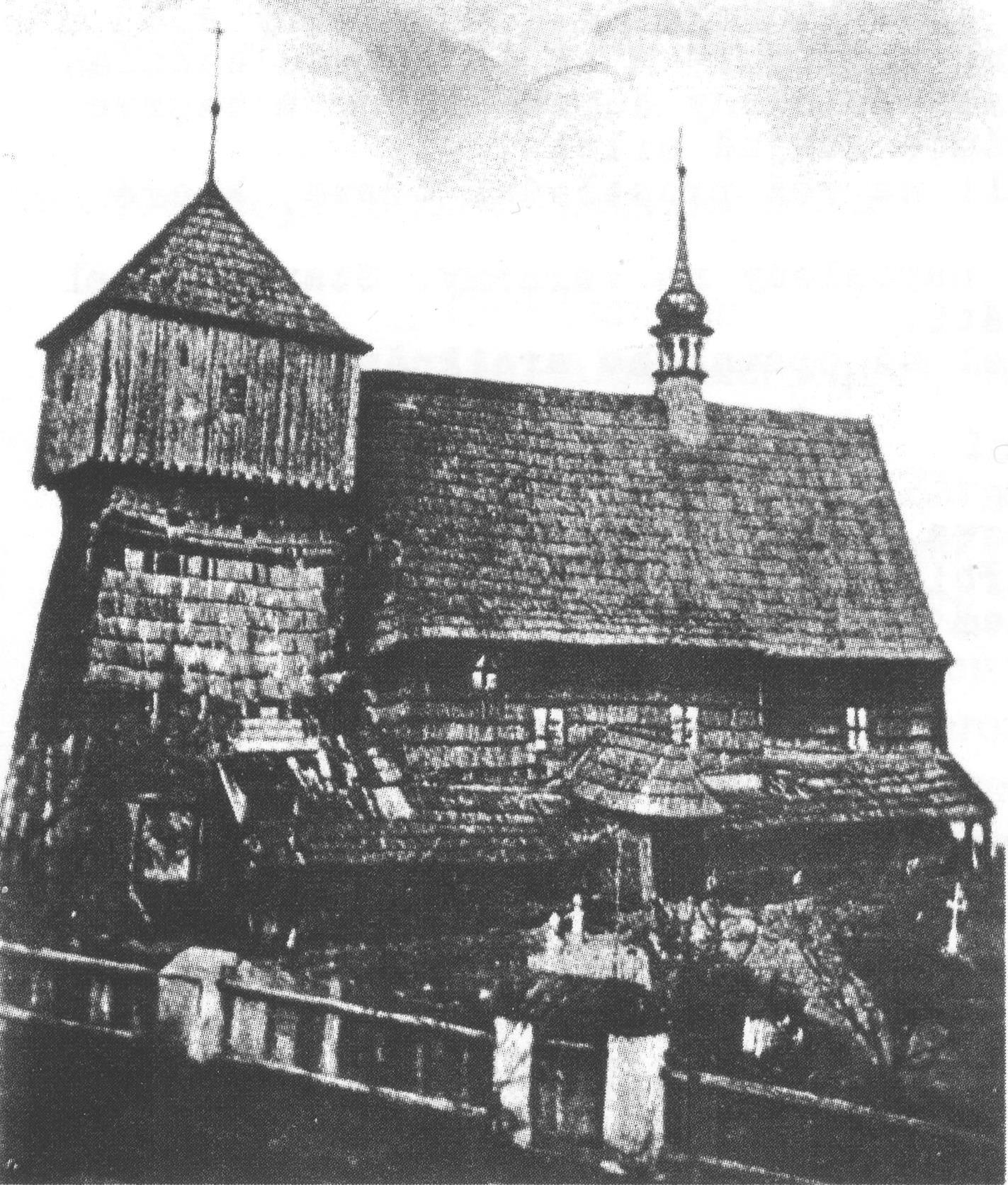
Původní kostel sv. Bartoloměje stržený roku 1880, fotografie
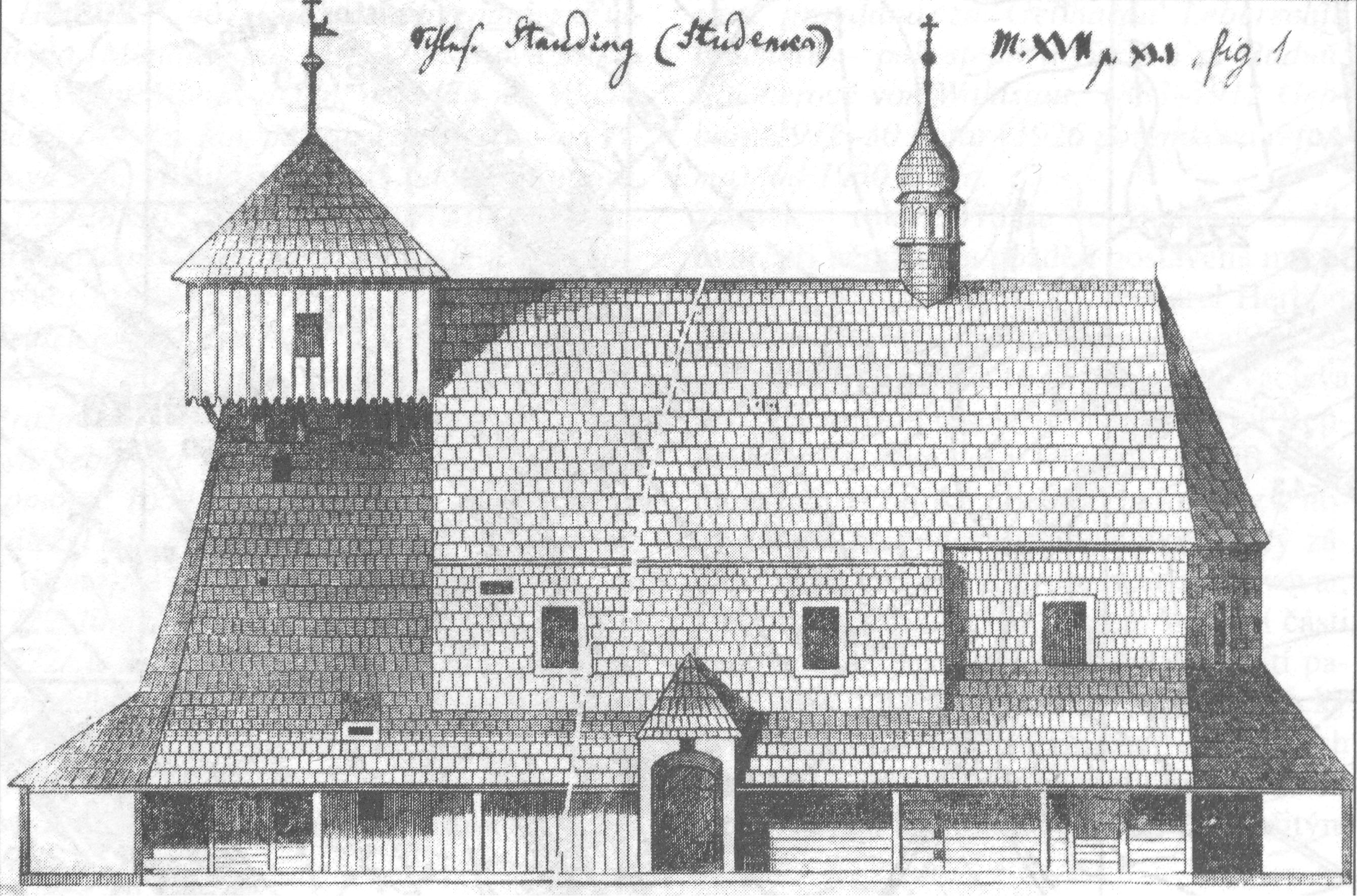
Původní kostel sv. Bartoloměje stržený roku 1880, nákres
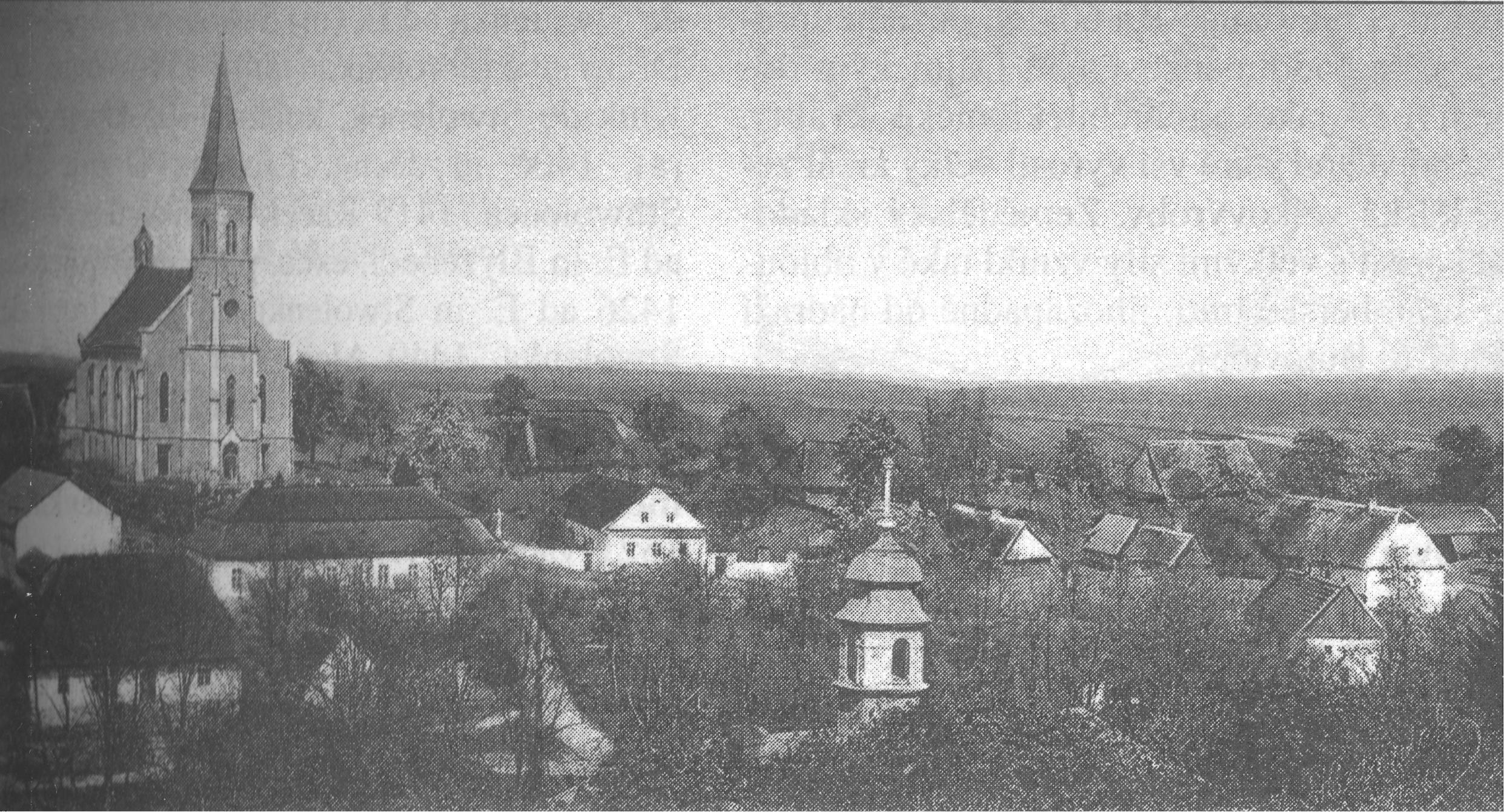
Střed Studénky s novým kostelem a farou, pohled z věže Nového zámku, na počátku 20. století
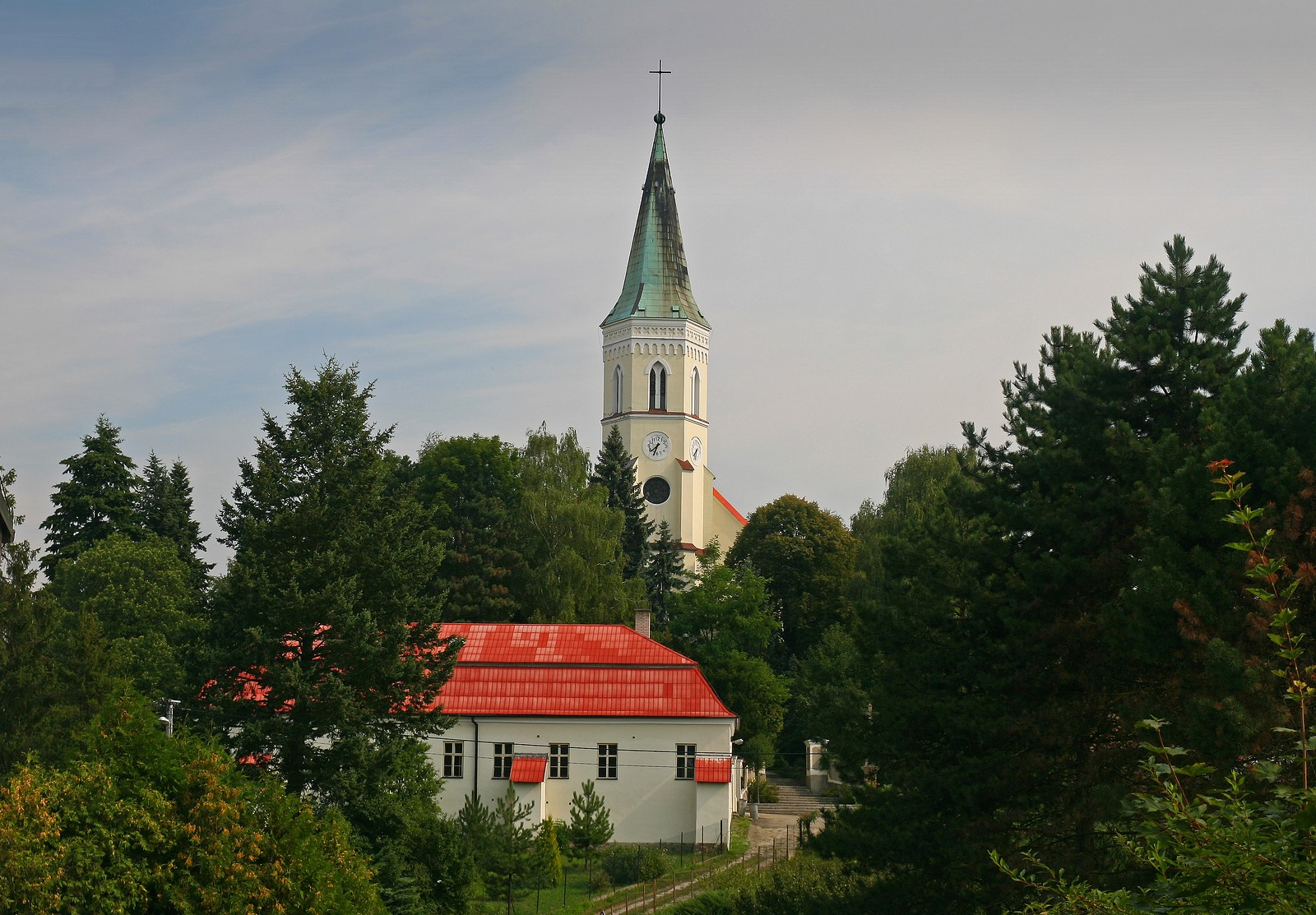
Kostel a fara
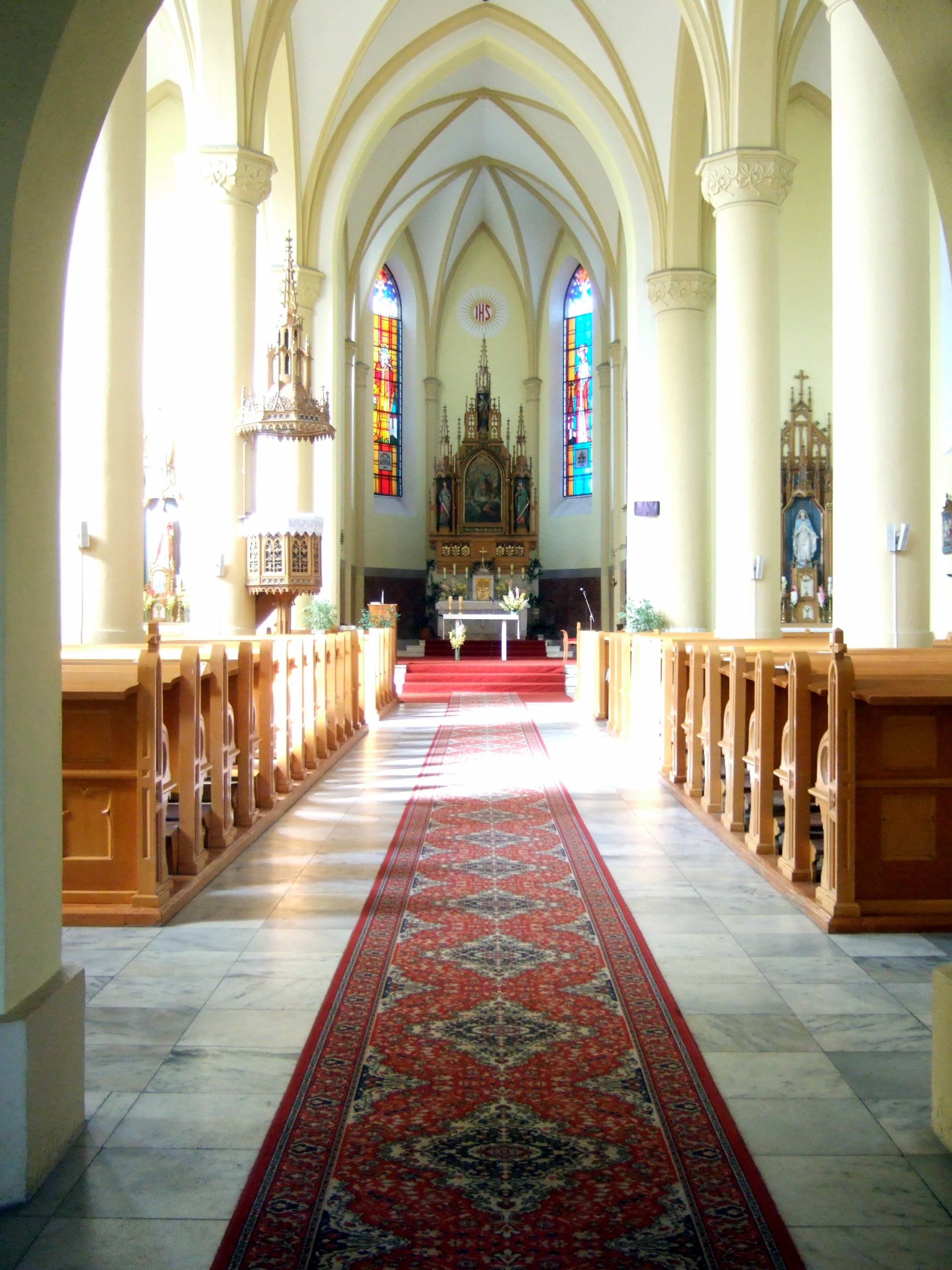
Pohled do lodi kostela
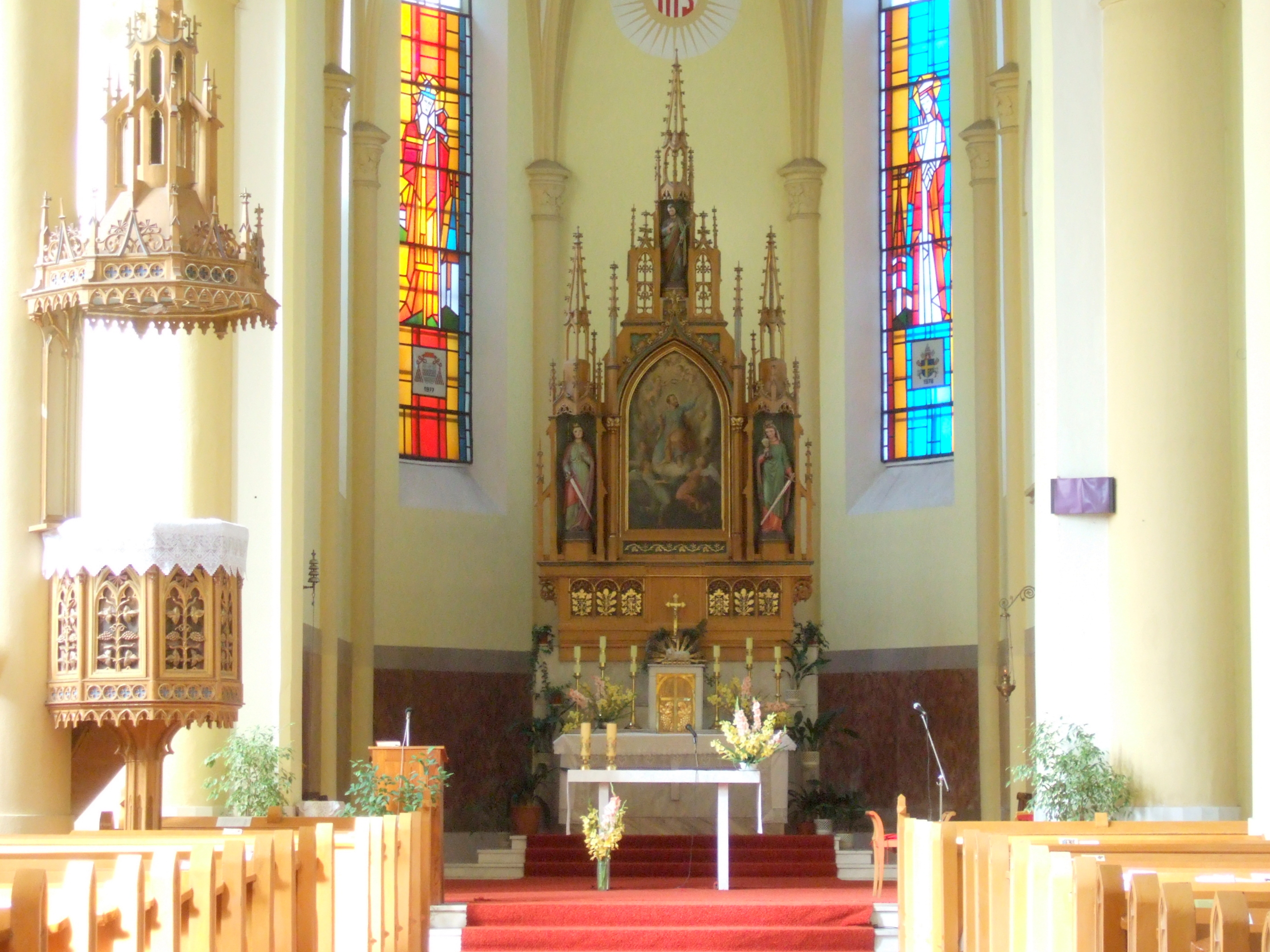
Detail kněžíště s hlavním oltářem sv. Bartoloměje a vitrážemi
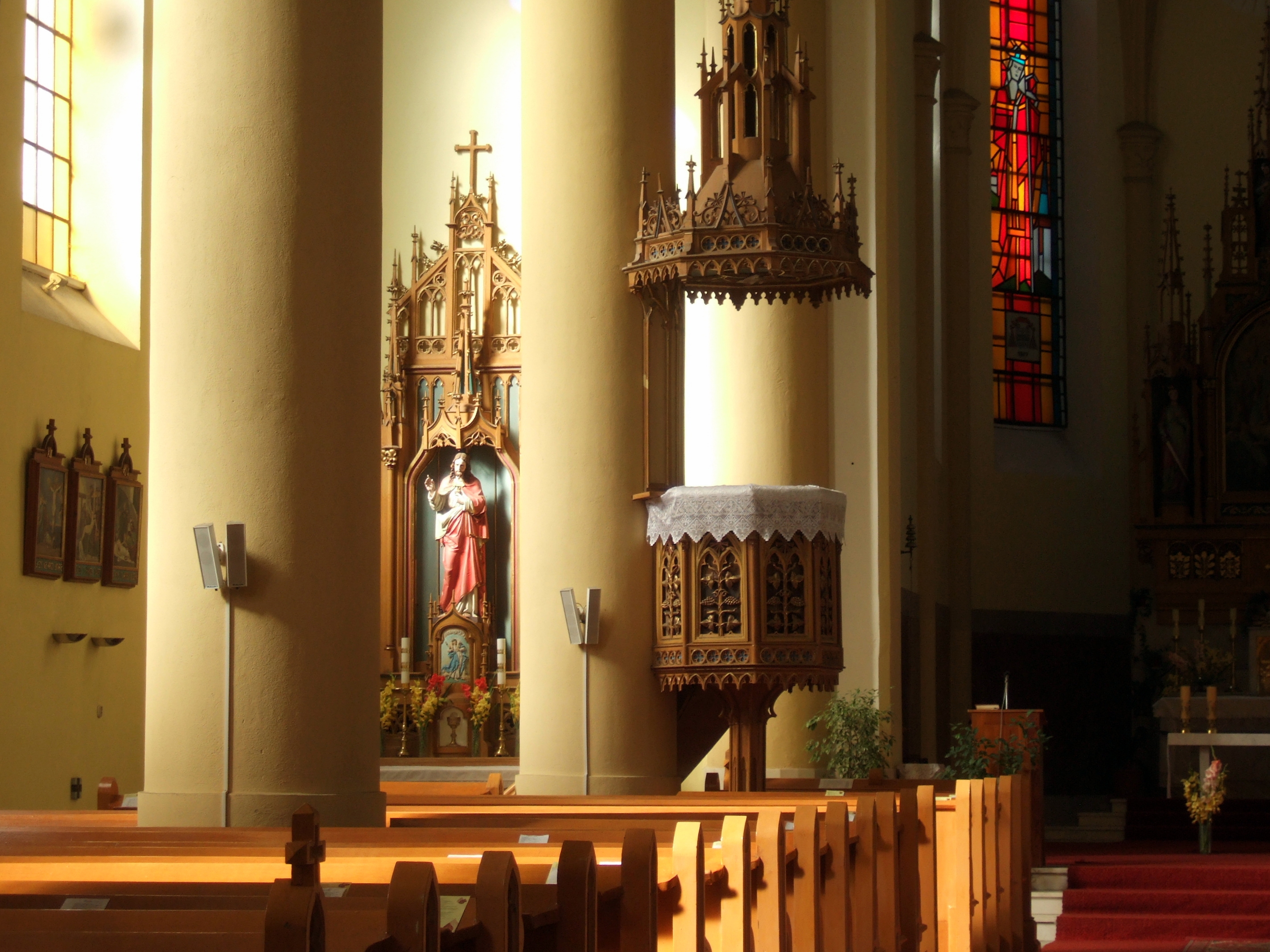
Detail oltáře Božského srdce Páně a kazatelny
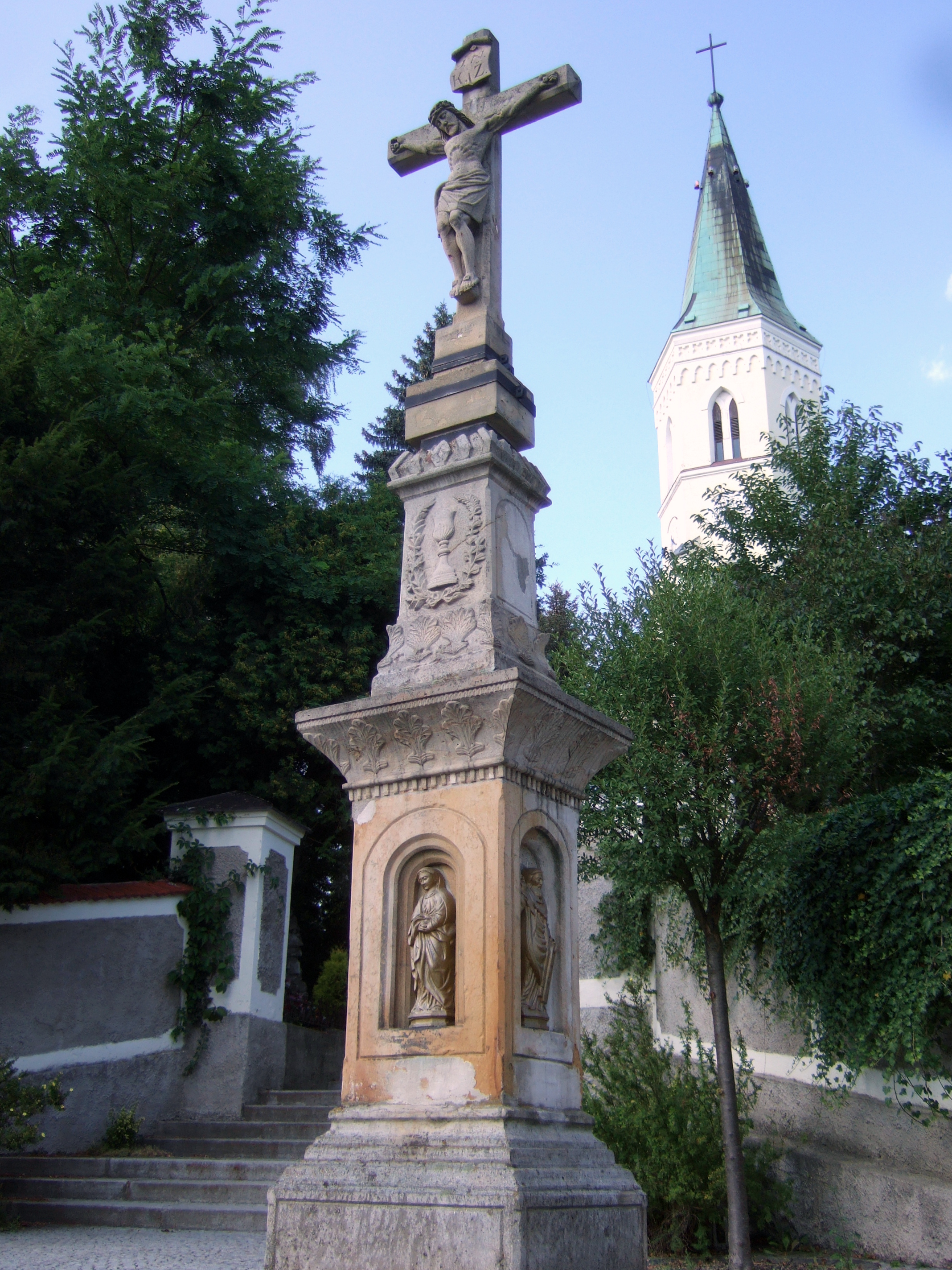
Krucifix před vchodem do kostelního areálu
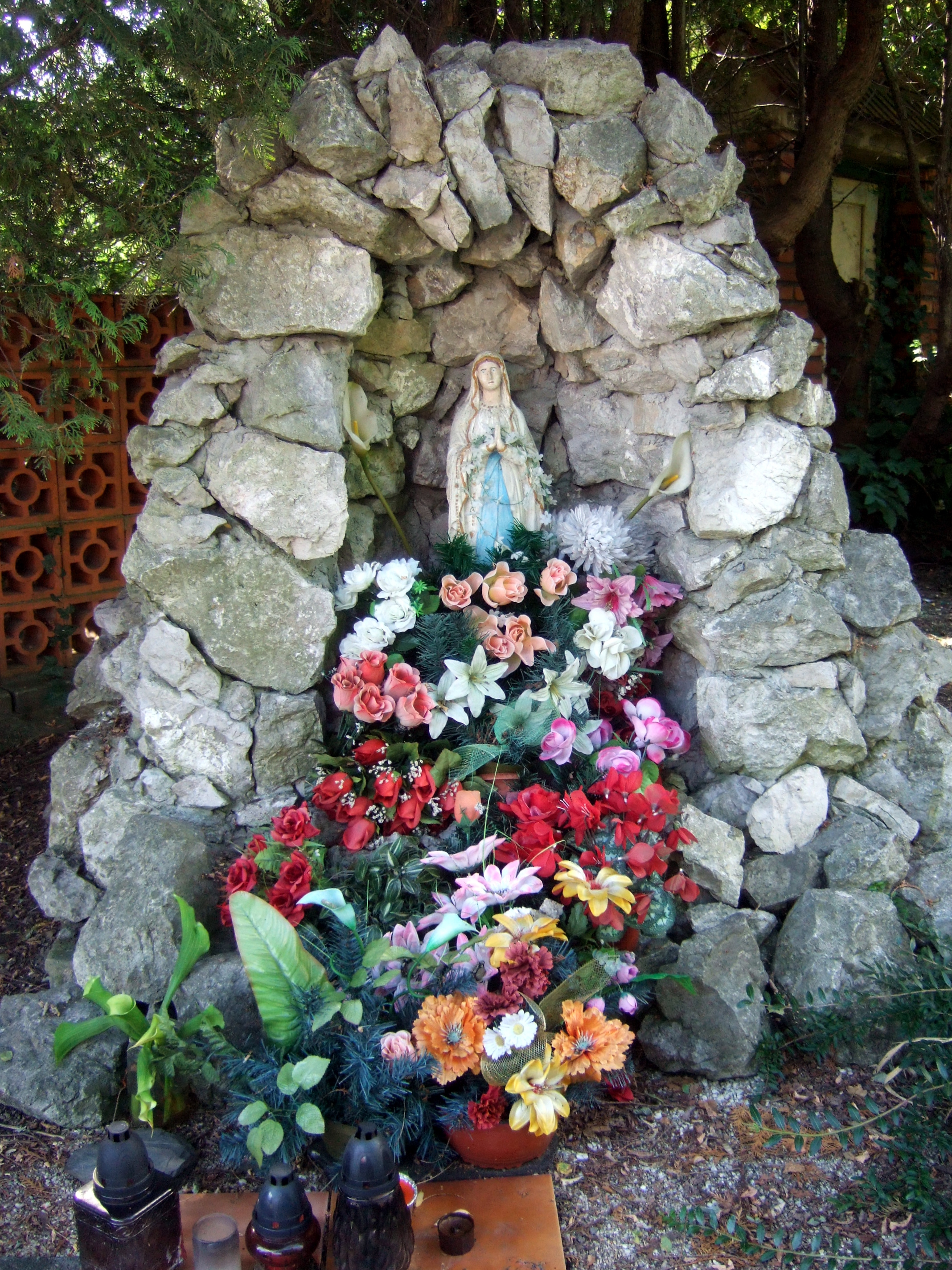
Výklenková kaplička P. Marie Lourdské před kostelem